# Wendy Williams (plongeon)
Pour les articles homonymes, voir Wendy Williams et Williams.
Wendy Lian Williams, née le 14 juin 1967, est une plongeuse américaine à la retraite. Elle remporte une médaille de bronze en haut-vol à 10 m aux Jeux olympiques d’été de 1988. Williams remporte également une médaille d'or lors de la Coupe du monde de plongeon de la FINA 1989 et une médaille de bronze aux Championnats du monde de natation de 1991. 

## Jeunesse et éducation
Williams est née à Saint-Louis, dans le Missouri mais passe son enfance à Bridgeton et commence le sport. Pour ses études postsecondaires, Williams part pour l'Université de Miami étudier la psychologie. 

## Carrière
En tant qu’athlète universitaire, Williams participe aux Universiades d’été de 1985. Pendant ses études à l’Université de Miami, elle remporte une médaille d’or et deux bronzes aux championnats de la division 1 de la NCAA (1989). Sur le plan international, Williams remporte la médaille d’or à la Coupe du monde de plongeon FINA 1989 et termine 5e de la compétition féminine sur plate-forme à 10 m aux Goodwill Games 1990. L'année suivante, elle se classe troisième aux Championnats du monde de natation de 1991 en haut-vol à 10 m. 
Aux Jeux olympiques, Williams remporte une médaille de bronze à l’épreuve de plate-forme aux essais olympiques de plongeon aux États-Unis en 1984, mais ne se qualifie pas pour les Jeux. Aux Jeux olympiques suivants, elle remporte une autre médaille de bronze en plongeon à 10 m. Williams met fin à sa carrière de plongeuse en avril 1992 à cause d'une blessure et devient commentatrice sportive pour NBC. 

## Récompenses et honneurs
En 1989, Williams est nommée plongeuse de l'année de la NCAA. Williams est intronisée au Temple de la renommée sportive de l'Université de Miami en 2008.   